# Ránové
Ránové (německy Ranen), někdy také zváni jako Rujánci (německy Rujanen), byl polabský západoslovanský kmen sídlící na ostrově Rujána a přilehlé pevnině v dnešním severovýchodním Německu. V této oblasti se Ránové poprvé objevili během 9. století a stali se jedním z nejmocnějších kmenů sídlícím mezi Labem a dolní Vislou. Ránové byli posledními z Polabských Slovanů, kteří se drželi svého původního náboženství, a to až do roku 1168, kdy bylo dobyto jejich hradiště Arkona coby poslední bašta odporu dánským králem Valdemarem I. a připojeni k Dánsku jako vazalské Rujánské knížectví.
Náboženským centrem pohanských Ránů byl Svantovítův chrám v hradišti Arkona, ale jeho věhlas dosahoval mnohem dál k okolním polabským kmenům a sousedům. Odtud pramenila také politická moc Arkony, přestože knížecím sídlem byla Korenica. Svantovítův velekněz byl fakticky nejmocnější osobou na ostrově, mocnější než samotný kníže, a k tomu disponoval také vojenskou silou v podobě početné družiny jezdců.

## Historie

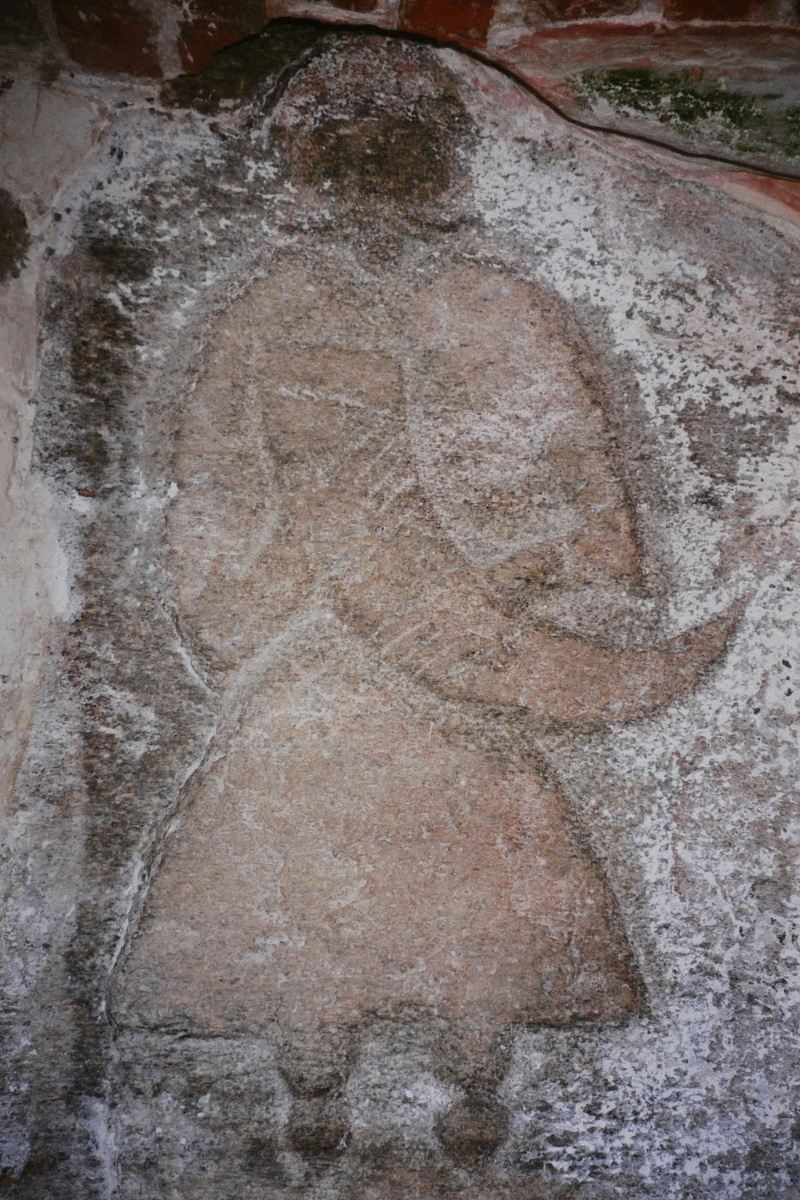
Svantovítův kněz na kameni z Arkony, dnes uloženém v kostele v Altenkirchenu

Svého rozkvětu dosáhla Arkona počátkem 12. století, kdy bylo jiné hradiště zvané Retra (Riedegost) vyvráceno křesťanskými vojsky a Lutický svaz se rozpadl. Po této události přešla veškerá náboženská a politická moc právě na Rujánu. Novým střediskem slovanského náboženství se stala Arkona a také tamní pohanský kult boha Svantovíta nabyl na významu tak, že zastínil všechny ostatní kulty v oblasti, včetně Rujevítova v Korenici, který je považován za výrazně starší.
Každý rok pořádal Svantovítův velekněz velkou náboženskou slavnost, během které se pokaždé ukryl za velký koláč a poté měli všichni účastníci prohlásit, že není vidět, tento mezi Slovany rozšířený rituál měl zajistit bohatou úrodu na další rok. Velekněz také dokázal věštit příští úrodu z rohu, který naplňoval vínem. Věštil výsledek příští bitvy nebo válečného tažení podle toho, jak mu posvátný kůň-bělouš přešlapoval přes zkřížená kopí. Často na něm za temných nocí jezdíval po krajině a každého rána bylo koně možno nalézt v jeho stáji zpoceného, vyčerpaného a špinavého. Z toho se usuzovalo, že se s ním Svantovít vrátil z vítězné bitvy. Když Ránové v boji zvítězili, přinášeli do chrámu bohatou kořist. Také vyslanci z křesťanských zemí museli napřed v chrámu obětovat, aby neurazili boha nebo své hostitele.

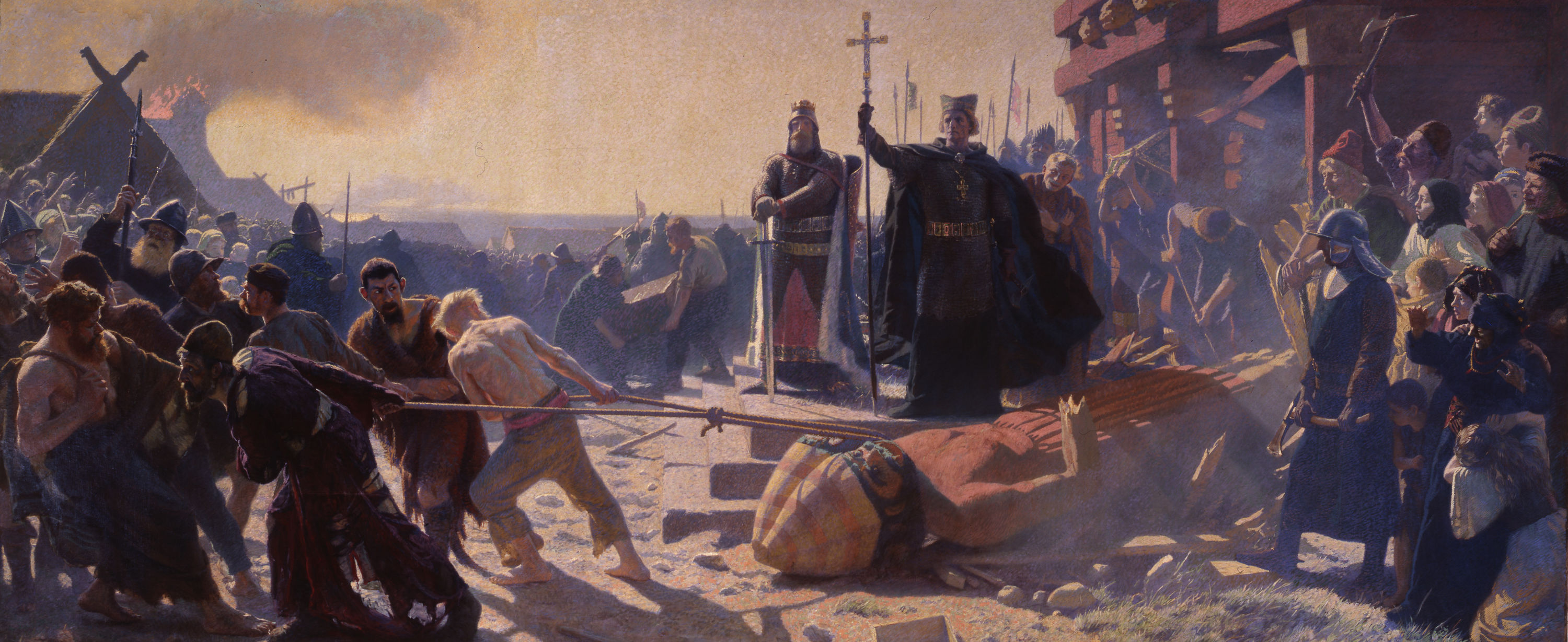
Zničení Svantovítova kultu s biskupem Absalonem, králem Valdemarem a vláčenou modlou boha po dobytí Rujány.

Ránové byli po své porážce dánským králem Valdemarem I. v roce 1168 donuceni přijmout křest. Dánové dobyli a připojili celou Rujánu ke svému království. Na místě bylo zřízeno vazalské Rujánské knížectví. Tímto datem zanikl také poslední organizovaný náboženský kult Slovanů. Svatyně byla vypleněna a Svantovítův idol (dřevěná socha) byl vláčen k potupě Slovanů před jejich zraky po městě, následně rozbit na kusy a ještě téhož dne večer spálen.